# جزيرة فوستوك
جزيرة فوستوك هي جزيرة مرجانية غير مأهولة تقع في منتصف المحيط الهادئ وهي جزء من جزر الخط التي تتبع دولة كيريباتي.